# Maite Carpio
Maite Carpio, nota anche come Maite Carpio Bulgari, pseudonimo di María Teresa Carpio Anguita (Madrid, 13 febbraio 1967), è una giornalista, regista e produttrice cinematografica spagnola.

## Biografia
Laureata in Scienze della Comunicazione e poi in Filosofia, ha lavorato come giornalista in Spagna (per El País e la televisione Canal Plus).  Dopo un dottorato di ricerca in Filosofia all'Università Ca' Foscari Venezia, dal 2003 lavora per la Rai - Radiotelevisione Italiana. È autrice del libro Matrimonio all'Italiana pubblicato dalla Seminci.
A luglio 2009 fonda la onlus Agenda Sant'Egidio per promuovere e favorire il sostegno di tutte le attività contro la povertà e l'assistenza promosse dalla Comunità di Sant'Egidio.
.
Nel 2013 ha ideato, organizzato e promosso il primo Forum Italiano della Filantropia dal titolo “Ricchezza contro Povertà”, che si è tenuto nei Musei Vaticani, con l’obiettivo di diffondere la cultura del dono in Italia.
Nel 2013 fonda Onlus Digita Vaticana, associazione che ha la missione di promuovere e raccogliere fondi per la digitalizzazione dei manoscritti della Biblioteca Apostolica Vaticana e l’associazione Mecenati della Galleria Borghese - Roman Heritage ONLUS, che fonda nel 2013 con lo scopo di promuovere, tutelare e valorizzare i beni di interesse artistico e storico, patrimonio del Museo Galleria Borghese.
Nel 2016 fonda Garbo Produzioni, casa di produzione impegnata nell’ideazione e realizzazione di film e serie televisive di alta qualità, docu-serie ed intrattenimento destinate ad un pubblico sia italiano che internazionale.
Nel 2016 entra nel capitale sociale e diventa vicepresidente di Leone Film Group, azienda leader nella produzione e distribuzione cinematografica italiana.
Insieme a Feltrinelli Editore, è socio fondatore da maggio 2016 della casa editrice milanese SEM. Inoltre, è fondatrice e membro del board della Fondazione Paolo Bulgari dal 2017.
Nel 2017 fonda List, uno spazio innovativo di informazione digitale con il giornalista Mario Sechi.
Dal 2019 è membro del consiglio di amministrazione dell’associazione Fuori Quota
Dal 2020 è membro della Commissione per la riforma dell'Assistenza sanitaria e sociosanitaria della popolazione anziana.
È stata nominata a febbraio 2020 membro del Consiglio di Amministrazione della Fondazione del Bambino Gesù del Vaticano.
Dal 2020 è membro del consiglio di amministrazione del Teatro alla Scala di Milano.
Nel 2021 fonda Garbo Stories, filiale di Garbo Produzioni, con sede a Madrid.
Nel 2022 diventa membro del consiglio di amministrazione dell’Associazione Amici degli Uffizi.
Dal 2022 è vicepresidente e partners di Onza Entertainment in Spagna.
È inoltre Mecenate dell’Accademia Nazionale di Santa Cecilia, del Teatro dell’Opera di Roma e della Royal Opera House di Londra.

## Carriera
Nel 2003 realizza il film documentario su Federico Fellini, Il Misterioso Viaggio di F. Fellini, presentato nel Museo Guggenheim di New York. Con l'occasione espone una originale collezione di 30 disegni erotici realizzati dal famoso regista tra il 1991 e il 1992 e scoperti dalla giovane film-maker, grande appassionata dell'opera felliniana..
Nel 2004 ha scritto la sceneggiatura del film Butterflies' Seller per la società americana Roland Films.
Nel 2006 realizza il film documentario Luchino Visconti, Il Conte Rosso, presentato al Festival di Cinema di Roma.
Nel 2007 realizza il film documentario (Italia / Spagna) Irriverente Ferreri e lo presenta a Cinema Festa internazionale del film di Roma in ottobre: un ritratto del regista Marco Ferreri ed il racconto della collaborazione con Rafael Azcona sceneggiatore spagnolo.
Nel 2008 realizza il film documentario Steno, Genio Gentile con Furio Scarpelli, Enrico Vanzina, Carlo Vanzina, Mario Monicelli: ricordo della vita e delle opere di Steno, attraverso testimonianze, materiali scritti e filmati, ripercorre la sua lunga carriera. In ottobre Irriverente Ferreri è proiettato al Festival Internazionale del Cinema di Valladolid nel ciclo organizzato dal Festival e da lei curato in omaggio a Marco Ferreri.
Nel 2009 cura la sceneggiatura del Film drammatico: Il caso dell'infedele Klara di Roberto Faenza (Italia / Repubblica Ceca), presentato a: Miami all'Acapulco Italian Film Festival. Realizza il documentario: Sorriso Amaro: ritratto di Silvana Mangano, attraverso le parole di amici, familiari e personaggi del mondo del cinema, ripercorre la carriera della attrice, di successo ma infelice.
Nel 2010 realizza il documentario: Romero, Voce dei senza Voce, la biografia completa (l'unica) di monsignor Óscar Romero Arcivescovo di El Salvador, assassinato il 24 marzo 1980 mentre celebrava la Messa. Trasmesso su Raitre il 3 gennaio 2011 nel corso della trasmissione La grande storia di Luigi Bizzarri e poi presentato al BIF&ST 2011 di Bari.
Nel 2011 realizza il documentario Valgo anch’io, per la Fondazione Telecom. Un racconto sull’inserimento nel mondo del lavoro di un gruppo di disabili mentali nel settore della ristorazione. Realizza La Chiesa Altrove, Un viaggio in giro per il mondo, alla ricerca della Chiesa più remota, quella lontana dalla cupola di San Pietro.
Nel 2012 realizza il documentario Mozambico: la pace italiana venti anni dopo, che Racconta le lunghe e faticose trattative tenute per due anni a Roma prima di arrivare alla storica firma dell’accordo tra il capo della guerriglia e l’allora presidente del Mozambico.
Realizza il documentario: Gesu’ di Nazareth, Il racconto della vita dell’uomo chiamato Gesù/ Yeshua ben Yosef, ebreo, che ha vissuto ed è morto nella Palestina del I secolo.
Nel 2013 realizza il documentario Maria di Magdala. Le donne nella chiesa”. Un documentario storico che ripercorre il ruolo delle donne nella Chiesa cattolica dal Concilio Vaticano II ad oggi. Realizza Verdi genio italiano”, Nel bicentenario della nascita del grande compositore italiano, un documentario per celebrarne l’opera e la vita.
Nel 2014 realizza il documentario Papa Francesco. La storia di Jorge Bergoglio in coproduzione con TELEFE ARGENTINA. A un anno dall’elezione al soglio pontificio, il racconto della vita di Jorge Bergoglio prima di diventare Papa Francesco, con immagini tratte da numerosi archivi argentini.
Nel 2015 produce Lady Travellers una docuseries sulle prime donne “Viaggiatrici”, co-prodotta con Verve Spagna, Rai e TVE, distribuita nel mondo da Onza e Telefe. Realizza il documentario: Affamati di spreco, un viaggio nelle nostre abitudini alimentari, per fotografare il problema dello spreco alimentare, partendo dalla quotidianità, trasmesso in Italia su Rai Storia.
Nel 2015 produce Cittadine si diventa , un viaggio nella politica italiana tutta al femminile per scoprire come le donne hanno cambiato costume e società grazie al loro impegno nella scena pubblica.
Nel 2016 produce con Rai Cinema L’Amore Rubato, lungometraggio tratto dal libro della nota scrittrice Dacia Maraini, scritto da Giancarlo De Cataldo (Suburra, Romanzo Criminale).
Nel 2017 produce Armando Trovajoli, un documentario che rende omaggio a questo eccezionale jazzista, sperimentatore ed eclettico pianista. Nello stesso anno produce: Francesco. Viaggio nella sua Chiesa, un viaggio nel pontificato profetico del Papa 'venuto dai confini del mondo', che ha aperto nuovi mondi e prospettive che hanno cambiato profondamente l'immagine della Chiesa cattolica nel mondo.
Nel 2018 produce King Herod, una docufiction coprodotta con la società australiana Wildbear, ZDF e Arte. Produce: Majorana, l’uomo del futuro, documentario evento realizzato in collaborazione con Sky Arte, sul celebre scienziato scomparso.
Nel 2019 produce Diabolik sono io, film-documentario sul personaggio più celebrato del fumetto italiano, distribuito nelle sale da Nexo Digital.
Con Garbo Produzioni, ha prodotto le serie L’ispettore Coliandro (2018 -2021) e La porta rossa (2019 - 2021) per Rai2, e le due stagioni de Il silenzio dell’acqua (2018-2020) per Canale5
Nel 2022 segue la produzione esecutiva di Equalizer 3 per Sony.
Nel 2023 Co-produce El Hotel de Los Líos, con Blogmedia e la partecipazione di Amazon, Disney e la distribuzione di Eone.
Nel 2023 realizza Vite Sottili, un documentario che punta i riflettori sul dilagante fenomeno dei disturbi alimentari, in particolare l’anoressia nervosa, raccontando le storie di tre ragazze tra i 14 e i 18 anni e i loro genitori.
Nel 2023 produce Nessun Dorma- invito all’Opera, quattro serate evento per celebrare le opere Italiane più amate, al teatro Parioli di Roma.

## Filmografia
- 2003: documentario Il Misterioso Viaggio di F. Fellini regia.
- 2004: film Butterflies' Seller sceneggiatura.
- 2006: documentario Luchino Visconti Il Conte Rosso regia.
- 2007: documentario Irriverente Ferreri regia e sceneggiatura.
- 2008: documentario Steno, Genio Gentile regia, soggetto, sceneggiatura.
- 2009 film Sorriso Amaro regia, soggetto, sceneggiatura.
- 2009 film: Il caso dell'infedele Klara sceneggiatura.
- 2009 documentario San Giovanni Rotondo regia.
- 2010 documentario: Romero, Voce dei senza Voce regia, soggetto, sceneggiatura.

## Premi e riconoscimenti
- Roma Fiction Fest 2009 - Premio Maximo Award al miglior documentario edito (produttore e broadcaster) per: Steno Genio Gentile.
- Nastri d'argento 2010 Targa per il miglior documentario sul cinema a: Sorriso amaro.